# Großblütige Vogel-Sternmiere
Die Großblütige Vogel-Sternmiere (Stellaria neglecta), auch Auwald-Sternmiere oder Übersehene Vogelmiere genannt, ist eine Pflanzenart aus der Gattung der Sternmieren (Stellaria) innerhalb der Familie der Nelkengewächse (Caryophyllaceae).

## Beschreibung

### Vegetative Merkmale
Die Großblütige Vogel-Sternmiere wächst als einjährige krautige Pflanze und erreicht eine Länge von 20 bis 80 Zentimetern. Der Stängel ist einreihig behaart. Sie ist eng mit der Vogel-Sternmiere verwandt und ähnelt ihr im Habitus. Die Laubblätter sind bei einer Länge von bis zu 4 Millimetern eiförmig mit kurz zugespitztem oberen Ende und die unteren sind mehr oder weniger gestielt.

### Generative Merkmale
Die Blütezeit reicht von April bis Juli. Die Blütenstiele sind kahl oder ringsum weich behaart.
Die zwittrige Blüte ist radiärsymmetrisch und fünfzählig mit doppelter Blütenhülle. Die Kelchblätter sind mehr oder weniger stumpf und 5 bis 6,5 Millimeter lang. Die Kronblätter sind weiß und so lang oder etwas länger als der Kelch. Es sind zwei Kreise mit je fünf Staubblättern vorhanden. Die Staubbeutel sind purpurrot.
Die dunkel-rotbraunen Samen besitzen eine Größe von 1,3 bis 1,7 Millimetern und besitzen vier Reihen hohe, spitzkegelige Warzen.
Die Chromosomenzahl beträgt 2n = 22.

## Vorkommen

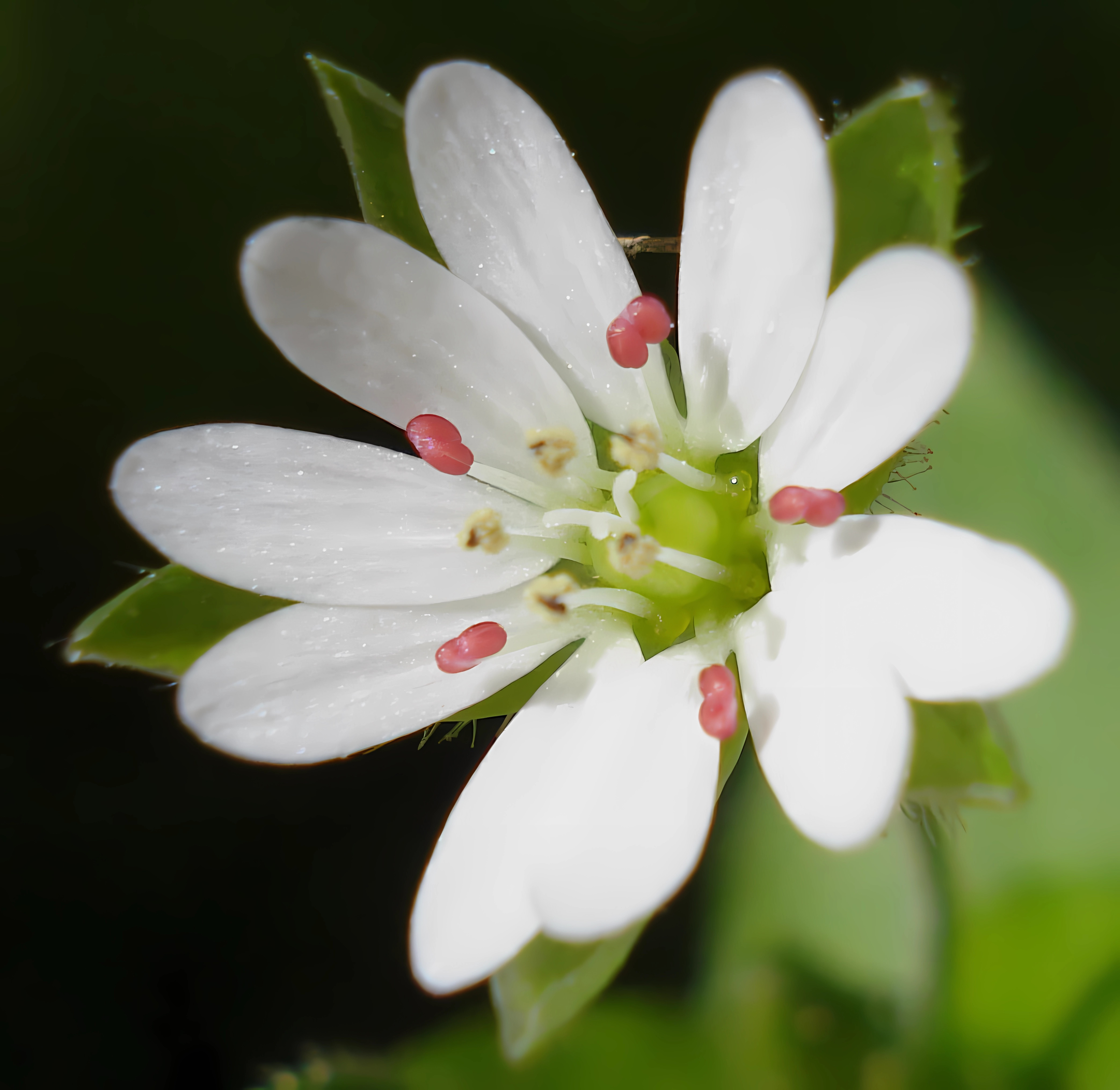
Blüte
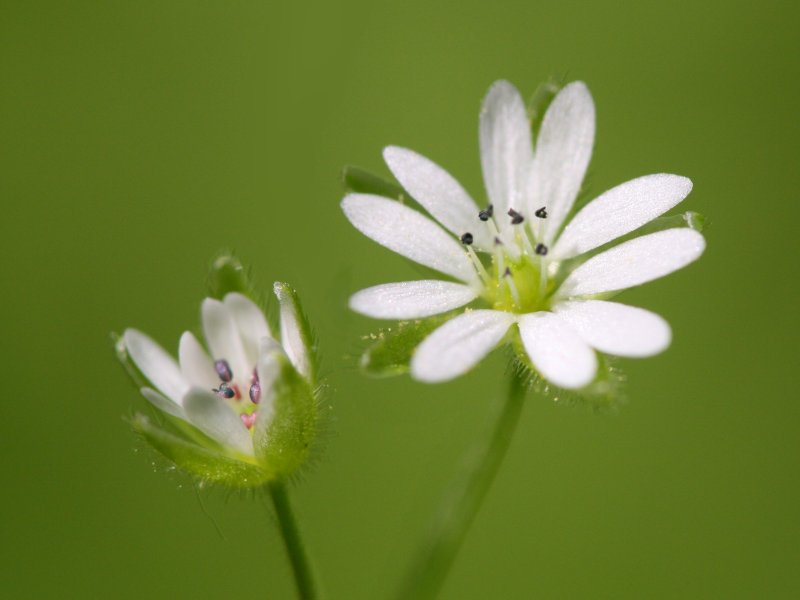
Blüten mit Kelch- und Kronblättern
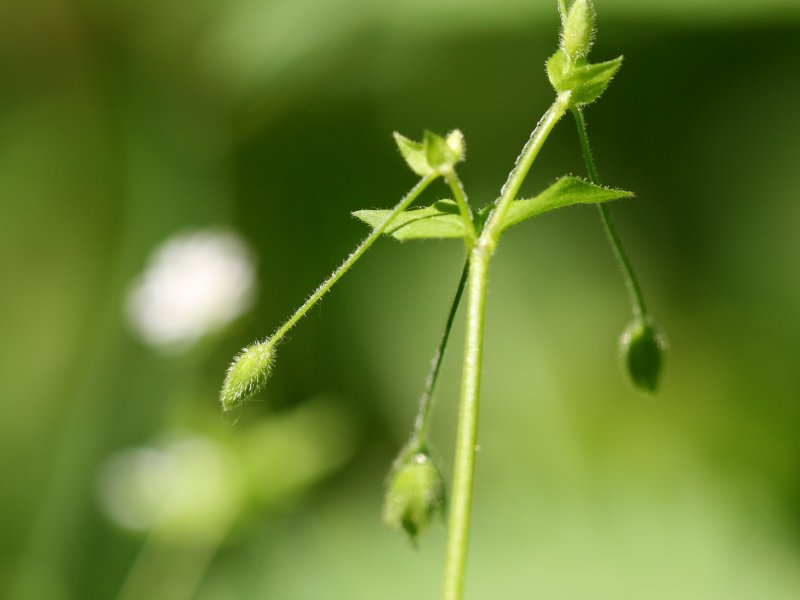
Fruchtstand

Das Verbreitungsgebiet von Stellaria neglecta ist noch ungenügend bekannt. Sie ist wohl ein subatlantisch-submediterranes Florenelement. Sie kommt von Europa bis Japan und in Nordafrika vor. In Europa gibt es Vorkommen in fast allen Ländern; diese Art fehlt nur in Island, Norwegen, Finnland, Belarus und Russland.
In Österreich kommt sie zerstreut bis selten vor, in der Schweiz wächst sie allgemein zerstreut.
Die Großblütige Vogel-Sternmiere kommt in der Mitte und im Norden Deutschlands zerstreut bis selten vor; darüber hinaus ist sie sehr selten zu finden.
Die Großblütige Vogel-Sternmiere wächst in Waldsaum-Gesellschaften, an Waldwegen und in Unkrautfluren. Sie gedeiht meist auf feuchten, nährstoffreichen Sand- und Lehmböden. Die ökologischen Zeigerwerte nach Landolt et al. 2010 sind in der Schweiz: Feuchtezahl F = 3+w (feucht aber mäßig wechselnd), Lichtzahl L = 3 (halbschattig), Reaktionszahl R = 3 (schwach sauer bis neutral), Temperaturzahl T = 5 (sehr warm-kollin), Nährstoffzahl N = 4 (nährstoffreich), Kontinentalitätszahl K = 2 (subozeanisch).

## Taxonomie
Die Erstbeschreibung erfolgte 1825 unter dem Namen Alsine neglecta durch Alexandre Louis Simon Lejeune in Revue de la Flore des Environs de Spa, Seite 233. Die Neukombination zu Stellaria neglecta (Lej.) Weihe wurde 1825 durch Carl Ernst August Weihe in Bluff und Fingerhuth Compendium Florae Germaniae, Band 1, Seite 560 veröffentlicht. Die Großblütige Vogel-Sternmiere wurde als Unterart der Vogel-Sternmiere (Stellaria media) angesehen und als Stellaria media subsp. neglecta (Lej.) Murb. bezeichnet.